# Rey Sosurim de Goguryeo
Rey Sosurim de Goguryeo (r. 371–384) fue rey de Goguryeo, reino norteño durante tres reinos de Corea. Es hijo del rey Gugugwon. Antes de que se coronó, fue el primer hijo y sucesor de su padre, mientras que apoyó su padre de tomar las riendas del reino para consolidar su régimen.
Se hizo el rey en 371 cuando su padre se asesinó por rey Geunchogo de Baekje de la batalla en Pyeongyang. Logró centralización de la auteridad en Goguryeo por establecer su reinado usando budismo como la religión del estado. Budismo se dice que hubiera ido desde dinastía Qin anterior de China.
En 372, fundó instituto confucianismo llamada Taehak(en Hangul:태학) para dar educación a los chicos de los nobles. Además, oficializó codo de los leyes, reflectando costumbres locales como la constitución del reino.